# Gasparia montana
Gasparia montana är en spindelart som beskrevs av Forster 1970. Gasparia montana ingår i släktet Gasparia och familjen Desidae. Inga underarter finns listade i Catalogue of Life.